# Ryan North
Ryan M. North es un escritor, programador y compositor ocasional canadiense, creador y autor de Dinosaur Comics. También es el cocreador de Whispered Apologies y de Happy Dog the Happy Dog. Actualmente está escribiendo The Unbeatable Squirrel Girl para Marvel Comics. Nació el 20 de octubre de 1980.

## Vida personal

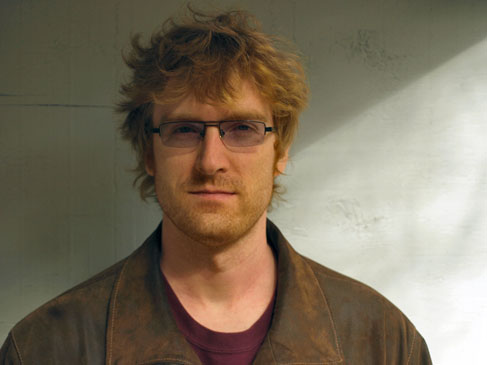
Ryan North

North creció en Ottawa, Ontario, donde estudió ciencias de la computación (con título adicional en película) en la Universidad de Carleton, todo esto antes de trasladarse a Toronto para estudiar su maestría en ciencias de la computación en la Universidad de Toronto, y especializarse en lingüística computacional; se graduó en el 2005.[cita requerida] Es un humorista, programador y entusiasta del longboarding, además de diseñar camisetas. Sus padres son Anna y Randall North. Tiene un hermano menor, Victor North, y está casado con Jennifer Klug.
North una vez trato de parar a varias personas llamadas "Ryan North", de usar su nombre en una serie de correos electrónicos satíricos. North se vio implicado en problemas con las autoridades, acusado de enviar correos electrónicos con bromas. También fue relacionado con el arresto de un grupo de niñas de 15 años de edad, en Ravenna, Ohio, cuando crearon y distribuyeron varias cajas de cartón, inspiradas de una página web que él administraba para Poster Child.
El 18 de agosto de 2015, North quedó atrapado en una pista de skate con solo un paraguas, una correa, su celular y su perro, Noam Chompsky, todo esto pasó después de que la lluvia hiciera la superficie demasiado resbaladiza, haciendo difícil poder trepar con un perro en brazos. Publicó sobre su situación en Twitter, haciendo que cientos de usuarios de Twitter comentaran sugerencias de como combinar los artículos en su "inventario" para poder escapar, eventualmente llevándolo al éxito.

## Cómics y libros
Dinosaur Comics, un webcómic de arte fijo, se ha llevado a cabo por medio de más de 2,700 ejemplares y ha sido publicado por Quack!Media, como The Best of Dinosaur Comics: 2003-2005 AD: Your Whole Family Is Made of Meat, entre otras recopilaciones. Además de sus cómics, North ha creado tres herramientas para ayudar a los autores de webcómics: "Oh No Robot", una herramienta de transcripción para webcómic que crea bases de datos de texto explorables para cómics; "RSSpect", un método de crear archivos RSS para sitios web; y "Project Wonderful", un sistema de publicación de anuncios, basado en subastas de paga diaria. Las primeras dos son gratuitas, mientras que la última forma parte del 25% de cada venta. "Project Wonderful" y Dinosaur Comics funcionan como una fuente de tiempo completo de ingresos para North, haciéndolo uno de los pocos artistas profesionales de webcómic. Antes de Dinosaur Comics, North creó Robot Erotica.
El 8 de noviembre de 2006, Ryan North presentó el sitio Every Topic in the Universe Except Chickens, que pretende proveer una solución al vandalismo en Wikipedia, ya que fomenta que solo se edite maliciosamente el artículo de los pollos: "...en vez de destrozar Wikipedia en general, solo hay que destruir el artículo de los pollos." North razonó que valía la pena intercambiar la fiabilidad del artículo de los pollos, si esto significaba poder liberar el resto de la enciclopedia de la amenaza del vandalismo, ya que, "la gente ya sabe acerca de los pollos." El sitio recibió considerable atención de los medios.
Una colección de pequeños cuentos titulados Machine of Death fueron lanzados en octubre de 2010 a través de Bearstache Books. Alcanzaron el número 1 en ventas, en Amazon.com, ganándole a Glenn Beck, y generando críticas de su parte, diciendo que los cuentos ejemplificaban una "cultura liberal de la muerte". Fueron coeditados por Ryan North e inspirados por su cómic del 5 de diciembre de 2005,.
North es el escritor de la serie de cómics, Adventure Time, la cual fue lanzada el 8 de febrero de 2012. En el 2013 la serie ganó un Premio Eisner (Mejor Publicación para Niños) y un Premio Harvey (La mejor y más original publicación gráfica para lectores jóvenes).
El 21 de noviembre de 2012, North presentó un proyecto de Kickstarter, para financiar un libro titulado To Be Or Not To Be: That Is The Adventure, que era un recuento de Hamlet, de Shakespeare, moldeado a las novelas estilo "elige tu propia aventura". El proyecto alcanzó más de seis veces su meta de 20,000 dólares, en menos de una semana, y fue cerrado el 22 de diciembre de 2012, habiendo alcanzado un total de 580,905 dólares, casi 30 veces su meta original. Además un récord por el proyecto editorial de Kickstarter del momento. El libro permite a los lectores tomar el rol de Hamlet, Ophelia o del padre de Hamlet, y poder tomar sus propias decisiones a lo largo de la historia; los últimos personajes, al igual que alrededor de 100 ilustraciones a color hechas por una gama de artistas, fueron agregados al libro, gracias a que el financiamiento aumentó.
El 21 de enero de 2013, Shiftylook.com presentó, Galaga, un cómic escrito por North, que fue ilustrado por Christopher Hastings y coloreado por Anthony Clark, los creadores de The Adventures of Dr. McNinja. El cómic está basado en el videojuego de disparos arcade de 1981 del mismo nombre.
El 6 de octubre de 2014, Marvel Comics anunció que North escribiría la serie, The Unbeatable Squirrel Girl, que debutó en enero de 2015.
A principios de 2020, se anunció el proyecto de adaptación a cómic de la novela Matadero cinco, de Kurt Vonnegut. Ilustrado por Albert Monteys, coloreado por Ricard Zaplana y adaptado por North.